# Bisounours
Pour la série animée, voir Les Bisounours (série télévisée d'animation).

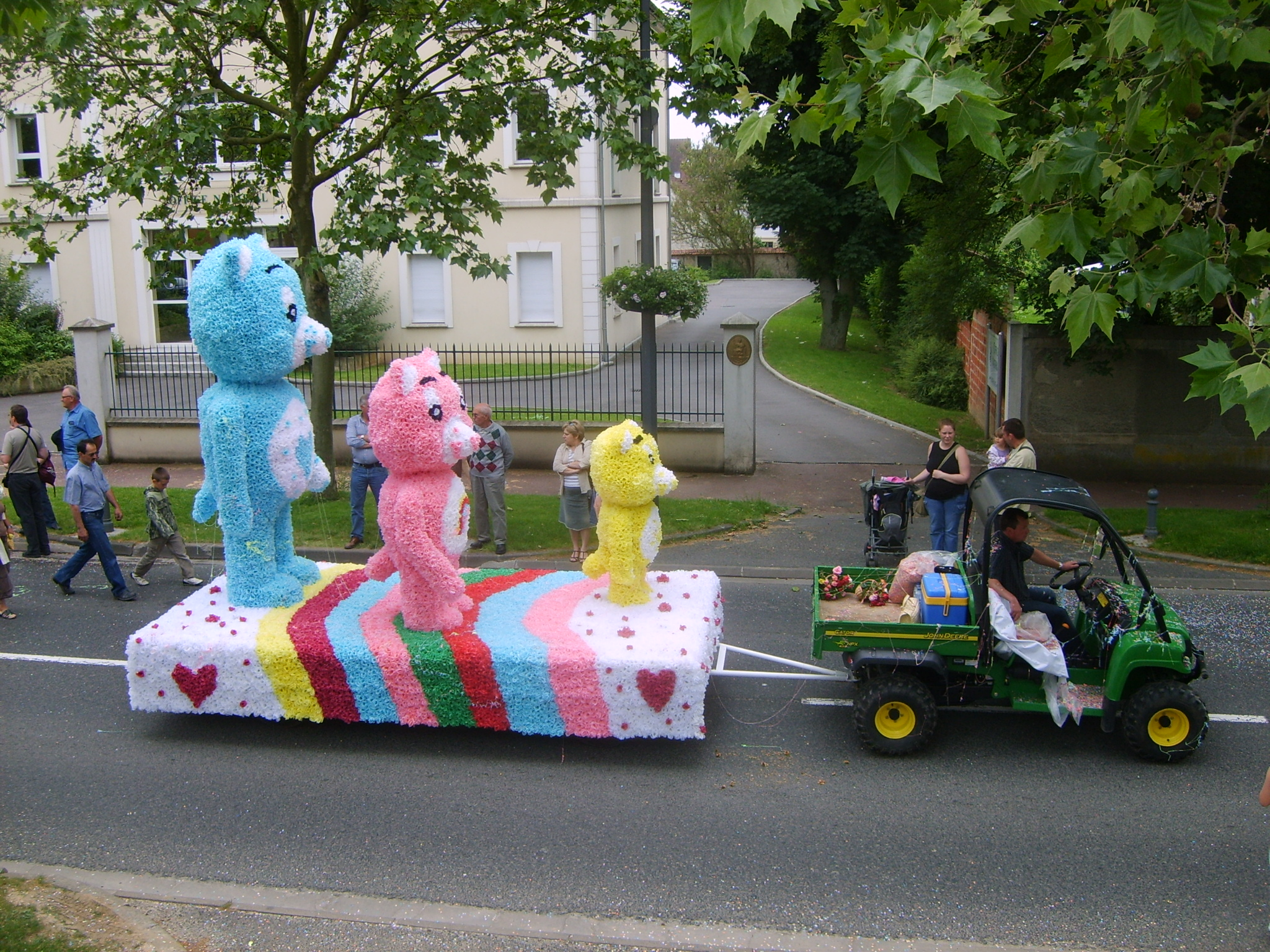
Char représentant des Bisounours, à la fête des roses de Brie-Comte-Robert en 2008.

Les  Bisounours, en France, ou les Calinours, au Canada français (en anglais : the Care Bears), sont une gamme américaine de jouets en peluche populaires dans les années 1980, commercialisée dans le monde par la société Kenner. Plus de 40 millions de ces ours, de toutes les couleurs, ont été vendus entre 1983 et 1987. Un nom, un symbole et un emploi ont été attachés à chaque ours. Par exemple, « Grosdodo » aide des enfants à dormir et il a un croissant de lune sur son estomac.
Les jouets ont commencé comme des personnages de cartes de vœux en 1981. Plus tard, quelques jouets non-ours, les Cousins de Bisounours, ont été introduits.
La ligne de jouets a donné lieu à trois films au grand écran entre 1985 et 1987 ; il existe aussi un dessin animé pour la télévision produit d'abord par DiC, puis par Nelvana.
Récemment, les jouets de Bisounours sont revenus dans une nouvelle édition pour le XXIe siècle. Ce retour a été marqué par deux films sortis sur DVD en 2004 et 2005.
Le nom français de la franchise est une contraction des deux mots « bisou » et « nounours ». Cependant, au Canada francophone, où le mot « bizoune » est l'équivalent, en français québécois, du mot bite en français de France, les ours sont appelés « les Calinours », contraction des mots « câlin » et « ours ».

## Les personnages

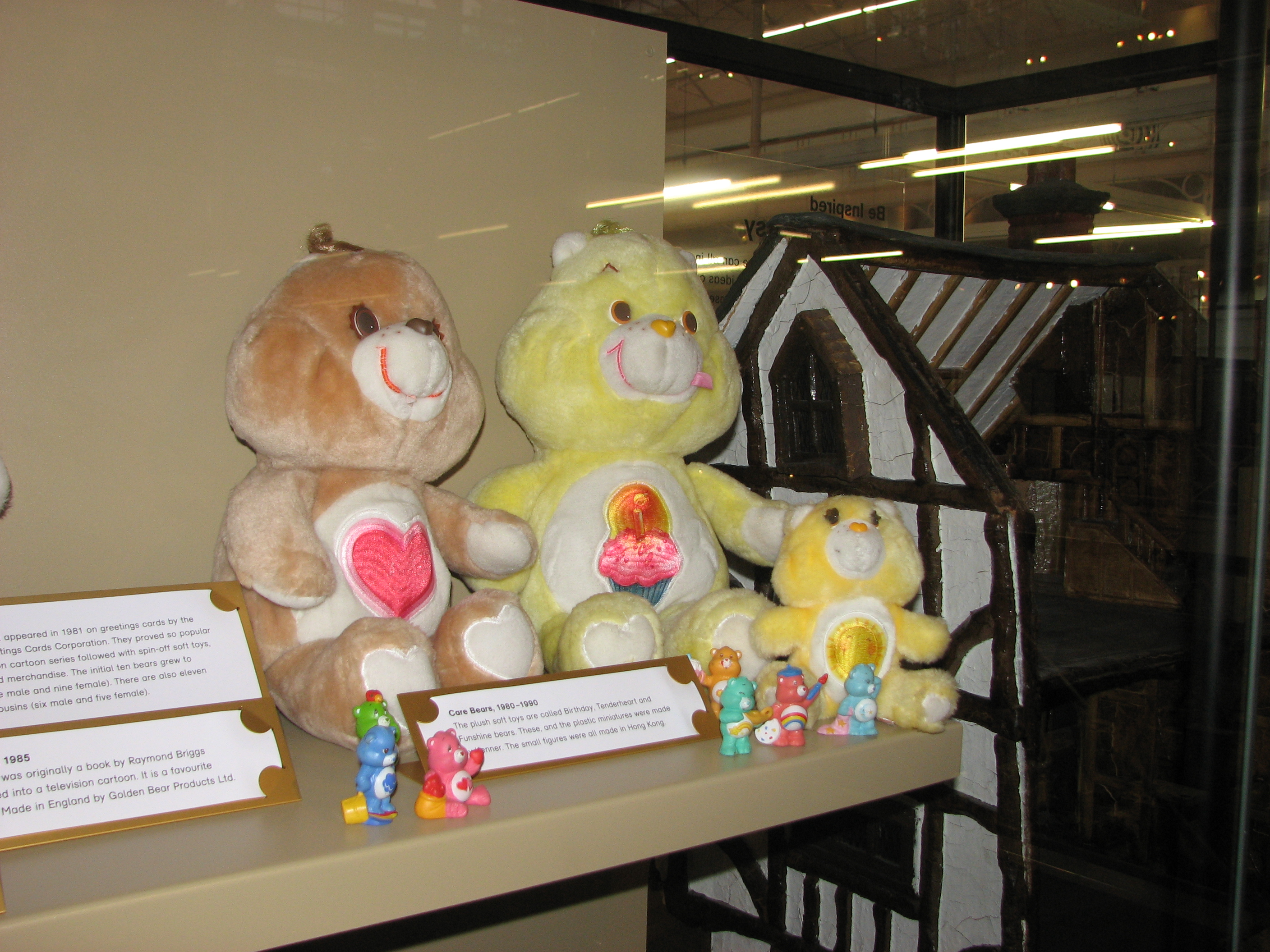
Bisounours au Musée de l'enfance de Londres

Il y a quatre générations de Bisounours.
Ci-dessous se trouve la liste exhaustive des Bisounours et de leurs cousins, triée par génération, avec leur description.
Les noms anglais sont entre parenthèses et en italique.

### La première génération
- Grognon (Grognours au Québec) (Grumpy Bear), de couleur bleue avec un nuage, de la pluie et un éclair sur le ventre.
- Grosbisou (Dounours au Québec) (Tenderheart Bear), de couleur rouge foncé, avec un cœur sur le ventre.
- Groschéri (Cupinours au Québec) (Love-A-Lot Bear), de couleur rose vif, avec deux cœurs sur le ventre.
- Groscopain (Copinours au Québec) (Friend Bear), de couleur orange , avec deux fleurs sur le ventre.
- Grosdodo (Dodonours au Québec) (Bedtime Bear), de couleur bleu clair, avec une lune et une étoile sur le ventre.
- Grosfarceur (Gailourson au Québec) (Cheer Bear), de couleur rose pâle, avec un arc-en-ciel sur le ventre.
- Grosgâteau (Fêtalours au Québec) (Birthday Bear), de couleur jaune pâle, avec un gros gâteau sur le ventre.
- Grosjojo (Solours au Québec) (Funshine Bear), de couleur jaune citron, avec un soleil sur le ventre.
- Grostaquin (Désirnours au Québec) (Wish Bear), de couleur bleu-vert pastel, avec une étoile filante jaune orangé sur le ventre.
- Grosveinard (Chançours au Québec) (Good Luck Bear), de couleur verte, avec un trèfle sur le ventre.

### La deuxième génération (années 1980-2000)
Dans les années 2000, les couleurs des bisounours ont été changées, à l'exception de celle de Grosfasol.
- Groscadeau (Gentilours au Québec) (Share Bear), de couleur mauve, avec un milkshake rose sur le ventre, puis 2 sucettes qui se croisent.
- Groscascou (Ourson Surprise au Québec) (Surprise Bear), de couleur bleue, puis violette, avec une boîte d'où sort une étoile sur le ventre.
- Groschampion (Championours au Québec) (Champ Bear), de couleur jaune, puis bleue, avec une coupe sur le ventre.
- Grosecret (Secretours au Québec) (Secret Bear), de couleur orange, puis rose, avec un cadenas en forme de cœur sur le ventre.
- Grosfasol (Harmonie-Ours au Québec) (Harmony Bear), de couleur violette avec 3 cœurs enlacés sur le ventre, avec une note de musique colorée, puis de couleur indigo avec une fleur aux pétales de couleurs différentes sur le ventre.
- Grostendre (Cœurpur au Québec) (True Heart Bear), de couleur mauve, avec une étoile multicolore sur le ventre.
- Grosrêveur (Rêvours au Québec) (Daydream Bear), de couleur indigo, avec une planète en forme de cœur entouré d'étoiles.
- Maminours (Gramanours au Québec) (Grams Bear), de couleur indigo, avec une rose sur le ventre et un châle sur les épaules.
- Take Care Bear (Take Care Bear), de couleur orange avec une pomme sur le ventre, puis de couleur violette avec un cœur serrant une étoile.
- Ti' coquin (Tirnours au Québec) (Baby Tugs Bear), de couleur bleu ciel, avec une étoile dans un tissu bleu sur le ventre.
- Ti' coquine (Sernours au Québec) (Baby Hugs Bear), de couleur rose clair, avec une étoile dans un cœur rose sur le ventre.

### La troisième génération (depuis 2004)
- Toulemur le bisounours
- Sixtoune la bisounours
- « America Cares Bear » : protège l'Amérique
- « Do-Your-Best Bear »
- « Laugh-A-Lot Bear »
- « Day Dream Bear »

### La quatrième génération (depuis 2007)
- Toubisou, de couleur marron, avec un cœur sur le ventre
- Toucâlin, de couleur rose, avec un arc-en-ciel sur le ventre
- Touronchon, de couleur bleue, avec un nuage pluvieux et des petits cœurs de pluie sur le ventre
- Tougentille, de couleur mauve, avec deux sucettes à manche croisés sur le ventre
- Toutaquin, de couleur jaune, avec un soleil rayonnant de joie sur le ventre
- Harmonie, de couleur mauve, avec une fleur à cinq pétales colorés qui sourit sur le ventre
- Touchanceux, de couleur verte, avec un trèfle à quatre feuilles sur le ventre
- Toudodo, de couleur bleu clair, avec une lune portant un bonnet de nuit sur le ventre
- Toutamigo, de couleur marron pâle, avec une fleur ayant en son centre une spirale marron pâle et huit pétales rouges sur le ventre
- Touchérie, de couleur rose, avec deux cœurs rose et rouge côte à côte sur le ventre
- Toutamie, de couleur mauve, avec une étoile et un cœurs souriants et liés par un arc-en-ciel sur le ventre
- Toumieux, de couleur rose pâle, avec un cœur rose entouré de 6 rayons colorés sur le ventre
- Toubeaurêve, de couleur mauve, avec une lune endormie sur un nuage entourée de cœurs de différentes couleurs sur le ventre
- Toumagique, de couleur bleu clair, avec une grande étoile filante jaune entourée de petites étoiles jaunes sur le ventre
- Surprise, de couleur mauve, avec une étoile jaune souriante sur ressort dans une boite entourée de petites étoiles sur le ventre
- Toucopain, de couleur jaune orange, avec deux fleurs jaunes souriantes croisées sur le ventre
- Touchampion, de couleur bleue, avec une coupe sur le ventre
- Tousourire, de couleur marron clair, avec une étoile jaune souriant et tirant la langue sur le ventre
- Touchanson, de couleur bleue claire avec deux notes de musique en cœur multicolores entourée de cœurs colorés sur le ventre
- Tourêveur, de couleur mauve claire, avec une planète en forme de cœur entourée d'étoiles colorées sur le ventre
- Eclat Brillant, de couleur rose, avec un soleil enfermé dans un cœur violet qui rayonne sur le ventre
- Toutendre, de couleur rose pâle, avec une étoile multicolore sur le ventre
- Toufou, de couleur verte, avec une étoile filante jaune et le cœur rose sur le ventre
- Ticoquin, de couleur bleu ciel, avec une étoile dans un tissu bleu sur le ventre.
- Ticoquine, de couleur rose clair, avec une étoile dans un cœur rose sur le ventre.
- Toucurieux, oursonne rose et nièce de Toubisou, avec un cœur à plusieurs couches de différentes couleurs sur le ventre

Précision annexe : Certains bisounours listés ici ne sont pas vérifiables à travers les sources de la rubrique, mais certains sont bien présents dans certains épisodes réguliers ou exclusifs.

### Les cousins des Bisounours
- Toubrave le lion (Brave-Cœur au Québec) (Brave Heart Lion)
- Toucâlin le manchot (Cœur Douillet au Québec) (Cozy Heart Penguin)
- Toucostaud l'éléphant (Tonne de Cœur au Québec) (Lotsa Heart Elephant)
- Toucourage le cheval (Noble-Cœur au Québec) (Noble Heart Horse)
- Toudodu le cochon (Rigolours au Québec) (Treat Heart Pig)
- Toudoux l'agneau (Gentle Heart Lamb)
- Toufier le chat (Fière-Cœur au Québec) (Proud Heart Cat)
- Toufou le lapin (Rapido-Cœur au Québec) (Swift Heart Rabbit)
- Touloustic le singe (Cœurfou au Québec) (Playful Heart Monkey)
- Touloyal le chien (Cœurloyal au Québec) (Loyal Heart Dog)
- Toumalin le raton laveur (Brillours au Québec) (Bright Heart Raccoon)
- Cœur Fondant, un petit pingouin qui ne parle pas comme les autres cousinours (peut communiquer en tant qu'animal avec Toucâlin)

## Les films
1. Les Bisounours, le film (Les Calinours, le film au Québec) (1985)
2. Les Bisounours 2 : Une nouvelle génération (Les Calinours 2 : Une nouvelle génération au Québec) (1986)
3. Les Calinours au pays des merveilles (1987)
4. Casse-Noisette et les Bisounours sauvent Jouet-ville (Les Calinours au pays de Casse-Noisette au Québec) (1988)
5. Les Bisounours au royaume des Rigolos (Les Calinours au royaume des Rigolos au Québec) (2004)
6. À vos souhaits les Calinours ! (2005)
7. Les Bisounours et le magicroque (2007)

## Jeux vidéo
- 2005 : Care Bears: Care Quest sur Game Boy Advance. Développé par Sirius Games et publié par The Game Factory Inc. Le 21 octobre 2005. Jeu de plateforme.
- 2004 : Care Bears: Let's Have A Ball sur Windows. Publié par ValuSoft le 7 août 2004.
- 2004 : Care Bears: A Lesson In Caring sur V.Smile TV Learning System. Publié par VTech le 30 septembre 2004. Jeu d'aventure.
- 2021 : Care Bears: Care Karts sur Intellivision Amico.
- 2024: Care Bears: To the Rescue sur Steam et Nintendo Switch. Développé par Poligoat et publié par Forever Entertainement. Le 24 octobre 2024. Jeu de plateforme

## Dans le langage courant
L'expression « On ne vit pas dans le monde des Bisounours » est passée dans le langage courant pour signifier qu'on ne vit pas dans un monde idéal où tout le monde serait gentil. « Bisounours » est utilisée de manière péjorative généralement par l'extrême droite pour qualifier le politiquement correct, les bobos, les humanistes ou « pour moquer un angélisme supposé »,,.

## Les Bisounours dans les autres langues
- Allemand : Die Glücksbärchis
- Anglais : Care Bears
- Chinois : 爱心熊
- Croate : Mede medenjaci
- Espagnol :
  - Espagne : Osos Amorosos
  - Amérique latine : Ositos Cariñositos
- Finnois : Halinallet
- Français :
  - Europe : Bisounours
  - Canada : Calinours
- Grec : Τα αρκουδάκια
- Hébreu : דובוני אכפת לי (Doubonei ikhpat li)
- Hongrois : Gondos Bocsok
- Italien : Gli Orsetti del Cuore
- Islandais : Kærleiksbirnirnir
- Japonais : ケアベア (Kea Bea, transcription phonétique approximative de « Care Bear »)
- Néerlandais : Troetelbeertjes
- Polonais : Troskliwe Misie
- Portugais : Ursinhos Carinhosos
- Suédois : Krambjörnarna
- Tchèque : Starostliví medvídci
- Thaï : หมีผู้พิทักษ์